# Camiel Neghli
Camiel Neghli (geboren am 6. November 2001 in Ede) ist ein niederländischer Fußballspieler. Er ist ein offensiver Mittelfeldspieler und steht bei Sparta Rotterdam unter Vertrag.

## Karriere
Camiel Neghli wurde in Ede, einer ca. 76.000 Einwohner zählenden Stadt in der Provinz Gelderland, geboren und spielte zunächst in seiner Geburtsstadt bei VV Blau Geel´55, bevor er zu VV Bennekom aus der zur Ede gehörenden Ortschaft Bennekom wechselte. Später zog es Neghli in die Fußballschule des FC Twente, bevor es ihn zum BV De Graafschap aus Doetinchem, 54 Kilometer von Ede entfernt und gelegen in der Nähe der deutschen Grenze, zog. Am 4. Dezember 2020 debütierte er in einer professionellen Liga, als er beim 3:2-Auswärtssieg am 15. Spieltag der Keuken Kampioen Divisie, der zweiten niederländischen Liga, gegen MVV Maastricht in der 79. Minute für den verletzten Rick Dekker eingewechselt wurde. Im Sommer 2023 wechselte er zu Sparta Rotterdam.